# Sinularia agilis
Sinularia agilis är en korallart som först beskrevs av Tixier-Durivault 1970.  Sinularia agilis ingår i släktet Sinularia och familjen läderkoraller. Inga underarter finns listade i Catalogue of Life.